# Nina
Anna María Agustí Flores, conocida artísticamente como Nina (Barcelona, 1 de octubre de 1966) es una cantante, actriz y empresaria española.

## Trayectoria artística
A comienzos de los años 80 se inicia artísticamente como cantante en las orquestas Costa Brava o Janio Martí, siendo apadrinada por el músico catalán Xavier Cugat. 
En septiembre de 1987 alcanzó gran popularidad como azafata del mítico programa Un, dos, tres... responda otra vez de  TVE. Su participación duró hasta enero de 1988. A día de hoy es una de las azafatas más recordadas.
En el año 1989 representó a España en el Festival de Eurovisión, clasificándose en sexta posición con la canción Nacida para amar; firmada por Juan Carlos Calderón. Tras su participación, presentó en 1990 su primer disco: Una mujer como yo, donde además de la canción eurovisiva, incluyó el single No vales tanto.
En 1991 lanzó la canción Nena, cuídate a ti misma, como presentación del disco: Rompe el tiempo. Segundo y último trabajo bajo la producción de la discográfica EMI. Ambos tuvieron poca repercusión en ventas, según sus declaraciones: "Son dos discos que fueron prácticamente impuestos y con los que no me sentía nada identificada. Trabajé con músicos y productores con los que no me entendía".
A partir de entonces desempeñaría diversos papeles como actriz en TV3, también colaborando en radio, compaginándolo con algún trabajo discográfico en catalán. Comenzó a trabajar en el teatro musical en Las cuatro cartas, con libreto de Miliki (1990) y con Cabaret dirigida por Jérôme Savary (1992), se aferró al teatro. Su interpretación como Sally Bowles, le llevó a ganar el Premio Ercilla a la mejor actriz en 1993. Le siguieron los musicales: Casem-nos una mica (1993), T'odio amor meu con la compañía Dagoll Dagom (1995), Company dirigida por Calixto Bieito (1997); Corre, corre Diva (1998) o Programa Sondheim (2000).
En 1998 protagonizó la serie Entre naranjos, adaptación de la novela de Vicente Blasco Ibáñez, dirigida por Josefina Molina para TVE.
En 2001 fue seleccionada como directora del reality musical Operación Triunfo. OT1 tuvo un éxito de audiencia sin precedentes. Su papel como directora de la Academia musical duró dos ediciones más en OT2 y OT3. Nina volvió a adquirir gran popularidad, aunque se la juzgó mal por su dureza con los concursantes. Aprovechando el éxito del programa, la discográfica EMI lanzó un recopilatorio con canciones de sus dos primeros discos de corte pop.
En 2003 celebró sus 20 años de trayectoria artística con el espectáculo 20 anys i una nit, editado en CD-DVD con una selección de canciones de toda su carrera y con versiones de Serrat y Lluís Llach. Un espectáculo dirigido por Andreu Buenafuente.
Entre 2004 y 2010 protagoniza la versión española del musical Mamma mia! inspirado en el grupo sueco ABBA, estrenada en Madrid, llevado en 2007-2008 a Barcelona y durante 2009-2010 de gira por España.
En 2011 volvió a asumir el cargo de directora de la academia de Operación Triunfo, formato emitido desde la cuarta edición en Telecinco. La cadena canceló OT8 debido a su baja audiencia. El mismo año edita el disco A prop del mar y presenta en diversos teatros el espectáculo De Broadway al Paral·lel.
En 2013, Nina celebra el 30 aniversario de su carrera musical con el espectáculo: Nina. 30 años. A finales de año publica el libro Amb veu pròpia, un homenaje a la voz y al oficio de cantar.
En noviembre de 2015 Nina volvió a retomar la gira Mamma Mia!, consiguiendo el hito de ser la actriz que más ha interpretado a Donna Sheridan en la historia del musical. Según sus declaraciones, trabajó en más de dos mil funciones durante nueve temporadas.
En 2016 publica en castellano su libro Con voz propia con la editorial Exlibric. En la obra repasa toda una carrera profesional dedicada al espectáculo desde su infancia.
En 2020 regresó a Operación Triunfo, esta vez como miembro del jurado en la edición OT11 de nuevo en TVE.
A pesar de llevar un tiempo meditando su retirada de los escenarios, en 2022 regresa al teatro musical para protagonizar el montaje de Los puentes de Madison en el Teatro Gran Vía de Madrid.
En 2023 ejerce como jueza en el Benidorm Fest para escoger al participante español en el Festival de Eurovisión.
En 2024, Atresmedia anuncia que Nina forma parte del elenco principal de Mariliendre, una serie musical creada por Javier Ferreiro y producida por Javier Calvo y Javier Ambrossi. 
A su actividad artística se suma su actividad como empresaria, docente y directora de Nina Academia, un centro de educación, entrenamiento y rehabilitación de la voz.

## Vida personal
Nació en el seno de una familia de pescadores. Su identidad al nacer fue Anna María Gayete Flores pero estando su madre embarazada de ella su padre biológico abandonó a la familia y cambió su primer apellido por Agustí, en agradecimiento a su padre adoptivo.
En 1989 contrajo matrimonio en Chile con el bajista de la Orquesta Mondragón, Juan Carlos Mendoza. El matrimonio tan sólo duró tres meses. Cinco años más tarde iniciaba otra relación con el actor Miquel Cors, del que pasado un tiempo también acabaría separándose.
En diciembre del 2000 conoce a Antoni Mir, presidente de Obra Cultural Balear entonces, quien hasta hoy es su compañero sentimental. La pareja reside entre Barcelona y Palma de Mallorca.
En mayo de 2003 probó suerte en la política, formando parte de la lista que Convergència i Unió presentó en la localidad de Lloret de Mar para las municipales, aunque no salió elegida. 
En pleno auge del secesionismo en Cataluña, en 2014, dio una entrevista en el Diari de Mallorca donde aseguraba que se sentía poco independentista: “No me considero especialmente independentista. Soy catalana y me siento catalana, amo mi lengua y mi cultura. Sin embargo, mis abuelos eran andaluces, y amo mucho Andalucía". La artista también sostenía que se "sentiría parte de una Cataluña independiente", y matizaba que apreciaba "la lengua castellana y los lugares con ese idioma donde siempre me han tratado muy bien”.

## Televisión
- Un, dos, tres... responda otra vez (1987) en TVE
- Festival de Eurovisión (1989) en TVE
- Operación Triunfo (2001-2004) en TVE como directora de la academia.
- Mania, programa musical (2007) en TV3
- Operación Triunfo (2011) en Telecinco como directora y profesora.
- OT: El Reencuentro (2016) en TVE
- Operación Triunfo (2020) en TVE como jurado.
- A2Veus, programa musical (2022) en TV3
- Benidorm Fest 2023 (2023) en TVE como jurado.

Series nacionales
- Entre naranjos (1998) en TVE
- Mariliendre (2025) en Atresplayer

## Discografía
- Una mujer como yo (1990)

Se editaron los singles: Nacida para amar, No vales tanto y Una mujer como yo.
- Rompe el tiempo (1991)

Se editaron los singles: Nena, cuídate a ti misma; Street Life y Ámame así.
- Comenzar de cero (1995)
- Corre, corre Diva (1998)
- Espai pel somni (2000)
- Nina, recopilatorio en castellano (2001)
- Canta a Stephen Sondheim (2001)
- Quan somniïs fes-ho amb mi, recopilatorio (2002)
- 20 anys i una nit (2005)
- B.S.O. Mamma mia! El Musical (2005)
- Bàsic, recopilatorio (2007)
- A prop del mar (2011)
- Llegendes del cinema (2013)

## Trabajos editoriales publicados
- Con voz propia (2016).[19] ISBN 9788416110698